# Веб-комикс

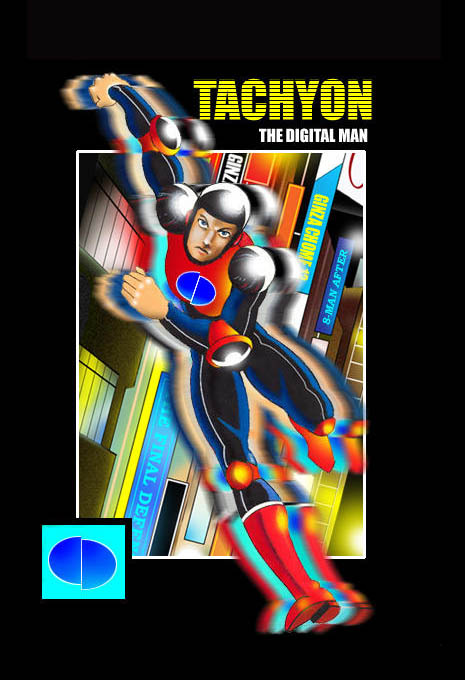

Веб-комикс (онлайн-комикс) — комикс, опубликованный в компьютерной сети. Как качественный признак выделяется то, что веб-комиксы создаются или развиваются с учётом специфики, присущей такой форме публикации. Многие комиксы могут обладать формальным признаком веб-комикса, но не обладать качественным, и наоборот, из-за чего их классификация бывает затруднена. Многие веб-комиксы издаются исключительно онлайн, хотя некоторые печатаются, но имеют сетевой архив для коммерческого или художественного использования.
Веб-комиксы сходны с самиздатом, так как практически любой может создать свой собственный веб-комикс и опубликовать его в сети Интернет. На момент 2012 года существуют тысячи англоязычных и сотни русскоязычных веб-комиксов. Большинство из них низкого художественного уровня и редко обновляются, но некоторые стали популярными и получили хорошую критику и коммерческий успех.

## Основные черты
Веб-комиксам присущи определённые черты, отличающие их от других рисованных историй. Подавляющее большинство веб-комиксов обладает одной или несколькими из них.
1. Самиздат — веб-комиксы обычно публикуются их авторами либо на своих собственных веб-сайтах, либо на веб-сайтах, бесплатно предоставляющих подходящие для этого сервисы.
2. Удержание внимания читателя — в то время как от «бумажного» комикса требуется, в первую очередь, чтобы его купили (а там уж всё равно прочитают), то веб-комиксу необходимо удерживать внимание читателя всё время, пока он публикуется (особенно если автор получает прибыль от посещаемости сайта). Это чаще всего достигается с помощью нескольких основных приёмов:
  1. Законченность выпусков в сочетании с неограниченностью длины комикса — каждый новый выпуск веб-комикса обычно стараются делать так, чтобы он был интересен читателю в отрыве от предыдущих, ведь читатель обычно знакомится с веб-комиксом именно с конца. В то же время выпуск новых серий не должен прекращаться, пока автор надеется получать от него отдачу. Из этого правила встречаются исключения (например «A Modest Destiny», «Concerned» и другие), но обычно за счёт достижения тех же целей иными способами.
  2. Расписание — если новые выпуски веб-комикса выкладываются по определённому расписанию, это обеспечивает его веб-сайту значительно более стабильную посещаемость, по сравнению с выкладыванием «абы когда». Чаще всего используются расписания «раз в день», «три раза в неделю» и «раз в неделю», но даже если комиксист не придерживается чёткого расписания, он, обычно, старается выкладывать новые выпуски достаточно часто и с более-менее равномерной периодичностью.
  3. Оригинальность — конечно не все веб-комиксы обладают этим качеством, но практически все стараются обладать. Если у веб-комикса нет своей «изюминки», практически ничто не гарантирует, что читатель не заменит его чем-то аналогичным, благо веб-комиксов много, а платить за них не надо.
  4. Массовость — большинство успешных веб-комиксов обращаются к темам, понятным очень широкому кругу читателей. Для понимания даже таких «заумных» комиксов как «xkcd» или «PhD», в большинстве случаев достаточно образования чуть выше среднего.
3. Отсутствие привязки к бумаге — веб-комиксы не только, зачастую, создаются без использования бумаги, прямо на компьютере, но и вообще могут никогда не выходить в печатном виде. Это позволяет использовать в них приёмы, которые попросту невозможны в обычных комиксах:
  1. Произвольный формат — ни длина, ни ширина, ни форма выпуска веб-комикса никак не ограничены. Можно создавать даже бесконечные (зацикленные) выпуски.
  2. Элементы анимации, звукового сопровождения — веб-комиксы могут включать элементы анимации (от моргающих глаз персонажей, до небольших мультфильмов, встроенных в отдельные кадры) и звукового сопровождения.
  3. Интерактивность — от всплывающих сообщений (как в «xkcd») до нелинейного сюжета и взаимодействия с персонажами[1].

## Веб-комиксы в России
Самиздат в формате веб-комиксов в целом в Рунете развит неплохо: здесь и собственные сайты авторов, и отдельные фан-группы в соцсетях (особенно в «Живом Журнале», «Diary.ru» и «ВКонтакте»), и централизованные сборники (например, «Авторский комикс»). Отдельно стоят цитатные комиксы для сайта Bash.im. Однако капитализация творчества, за исключением политизированных комиксов (и сериальных карикатур, близких к ним по формату), определяется только рекламой через баннеры на авторских сайтах; на популярных среди зарубежных авторов платформах для финансового поощрения от пользователей (например, «Патреон») россияне практически не представлены.
Переводы зарубежных веб-комиксов в соцсетевых группах практически нежизнеспособны и в заметных количествах концентрируются на Furries.ru, «Авторском комиксе» и «Комикслейте». Независимо от расположения, переводы страдают общими недостатками — они часто бывают заброшены, плохо оформлены (в том числе с грубейшими опечатками), не имеют никакого отсылочного аппарата относительно событий в комиксах. Также часто опускаются игры слов и переводятся дословно, в связи с чем русскоязычным читателям бывают непонятны англоязычные шутки, для которых нет или не написаны адаптации на русском языке.